# Cecilia Piñeiro
Cecilia Piñeiro (México; 1 de septiembre de 1979), más conocida como Ceci Piñeiro, es una actriz y modelo mexicana. Realizó sus estudios de actuación en el CEFAT de TV Azteca. Ha participado en telenovelas como Un nuevo amor (2003), La Heredera (2004), Amor en custodia (2005) y Mujer comprada (2009) además tiene dos hermanas una llamada Ana Piñeiro y otra hermana la reconocida actriz Majo Piñeiro la cual como su hermana también trabajo en TV Azteca

## Biografía
Ceci Piñeiro estudió en el CEFAT de TV Azteca actuación y modelaje. En 2003 comienza a aparecer en la pantalla grande, apareciendo en la telenovela Un nuevo amor.
Después por su destacada actuación de 2004 a 2007 participó en varios melodramas como Mirada de mujer, el regreso, Se busca un hombre, Amores cruzados y Amor en custodia. en 2009 participó por primera vez en un antagónico en la telenovela Mujer comprada donde interpreta a "Jenny Laborde".
En 2011 actuó en dos melodramas en ese mismo año los cuales fueron Entre el amor y el deseo y Drenaje profundo. Después en 2012 antagoniza la telenovela La Mujer de Judas donde interpreta a "Narda Briseño", cabe destacar que sólo participó en 90 episodios y en flashback. Sus últimos proyectos han sido muy destacados en la televisión como La otra cara del alma (2012), Hombre tenías que ser (2013) y Las Bravo (2014).y también participó en varios capítulos de lo que callamos las mujeres y a cada quien su santo

## Trayectoria

### Telenovelas
- Un día para vivir (2021) .... Lidia[2]
- Las Bravo (2014) ..... Virginia "Vicky" Ibáñez de Villaseñor
- Hombre tenías que ser (2013) ..... Minerva Campos
- La otra cara del alma (2012) ..... Sofía Durán
- La mujer de Judas (2012) ..... Narda Briseño
- Entre el amor y el deseo (2010/11) ..... Lucía de la Garza de Lins / Lucía de la Garza de Toledo
- Mujer comprada (2009) ..... Jenny Laborde
- Pobre rico, pobre (2008) ..... Paulina Carrillo
- Se busca un hombre (2007) ..... Leticia
- Amores cruzados (2006) ..... Laura
- Amor en custodia (2006) ..... Priscila
- La heredera (2004) ..... Lucía
- Mirada de mujer, el regreso (2003) .....
- Un nuevo amor (2003) ..... Deborah Luján

## Como escritora
- Regalo de amor (2025)
- Eternamente amándonos (2023)

### Series de televisión
- Dos Lagos - Marta Ramírez de De la Garza[3]
- Lo que callamos las mujeres
  - Mi querida suegra
  - Madre de corazón
  - He visto la maldad
  - Balas en casa
- A cada quien su santo
- Drenaje profundo (2011) ..... Celia

### Programas de televisión
- Baila si puedes[4]

## Premios y nominaciones

### San Judas de Oro
San Judas de Oro son los premios que se realizaron en la telenovela La Mujer de Judas en 2012.
| Categoría             | Resultado |
| --------------------- | --------- |
| Muerte más impactante | Nominada  |
| Mejor cachetada       | Ganadora  |
| Mejor villana del año | Ganadora  |

## Fundación JustOnce
Fundadora de Fundación JustOnce Reintegrando Vidas…
Es una asociación civil sin fines de lucro, dedicada a ayudar a personas productivas que a consecuencia de una situación trágica, hayan modificado sus condiciones de vida.